# Peltodytes duopunctatus
Peltodytes duopunctatus är en skalbaggsart som först beskrevs av Thomas Say 1825.  Peltodytes duopunctatus ingår i släktet Peltodytes och familjen vattentrampare. Inga underarter finns listade i Catalogue of Life.